# Aéroport de Colima
L'aéroport national Licenciado Miguel de la Madrid (espagnol : Aeropuerto Nacional Licenciado Miguel de la Madrid, code IATA : CLQ • code OACI : MMIA code DGAC M. : COL), également connu comme l'aéroport national de Colima, est un aéroport à Colima, dans lÉtat du Colima, au Mexique. Il est exploité par Aeropuertos y Servicios Auxiliares, une société appartenant au gouvernement fédéral. L’aéroport porte le nom de Miguel de la Madrid, ancien président du Mexique (1982-1988), né dans cet État. 

## Information
En 2017, l'aéroport a accueilli 138 441 passagers et en 2018, 155 966 passagers. 
L'aéroport a un terminal avec un hall, plus un salon VIP Aeromar, le Salón Diamante, ouvert à tous les passagers de la compagnie aérienne. 

## Galerie

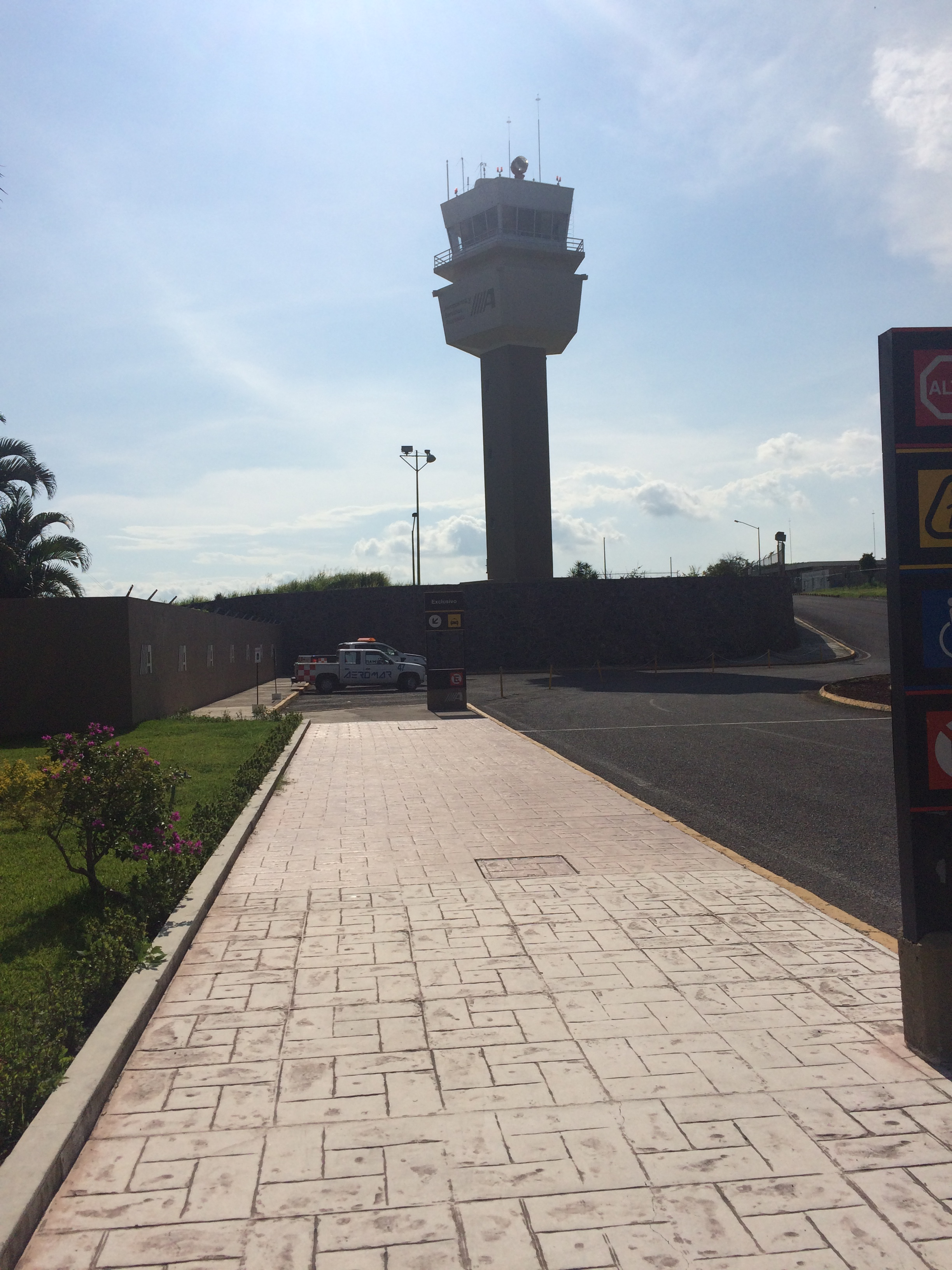
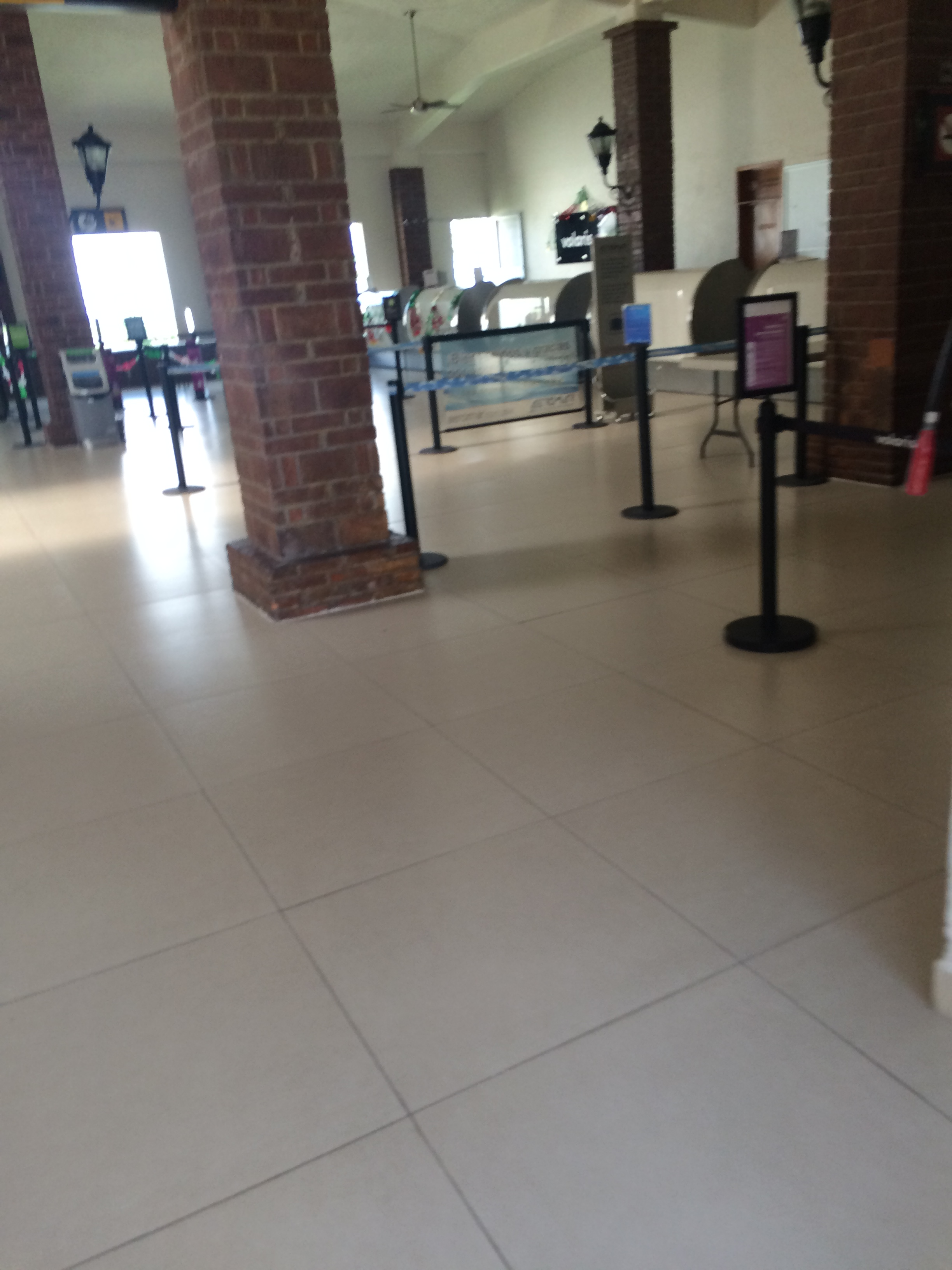
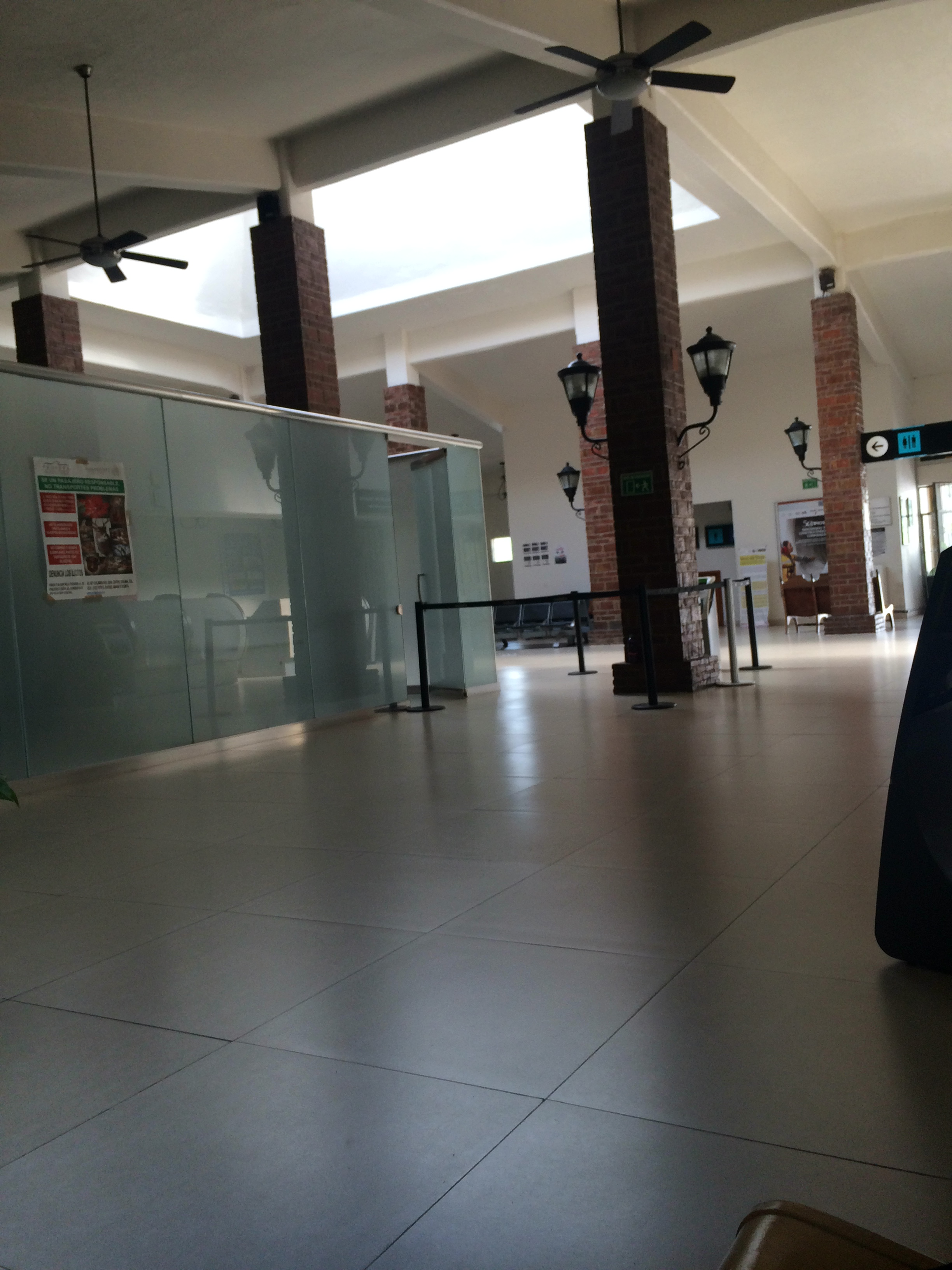
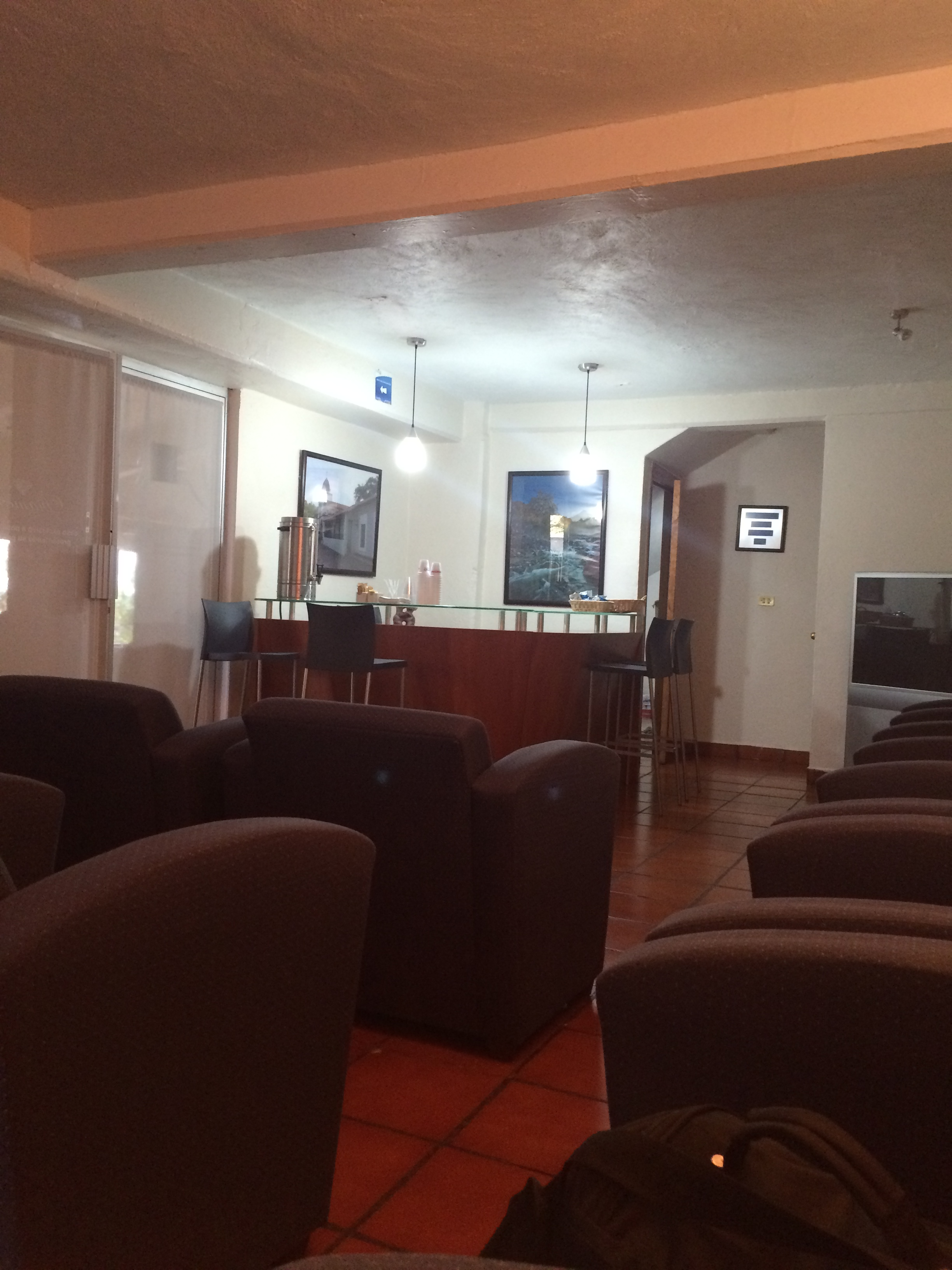
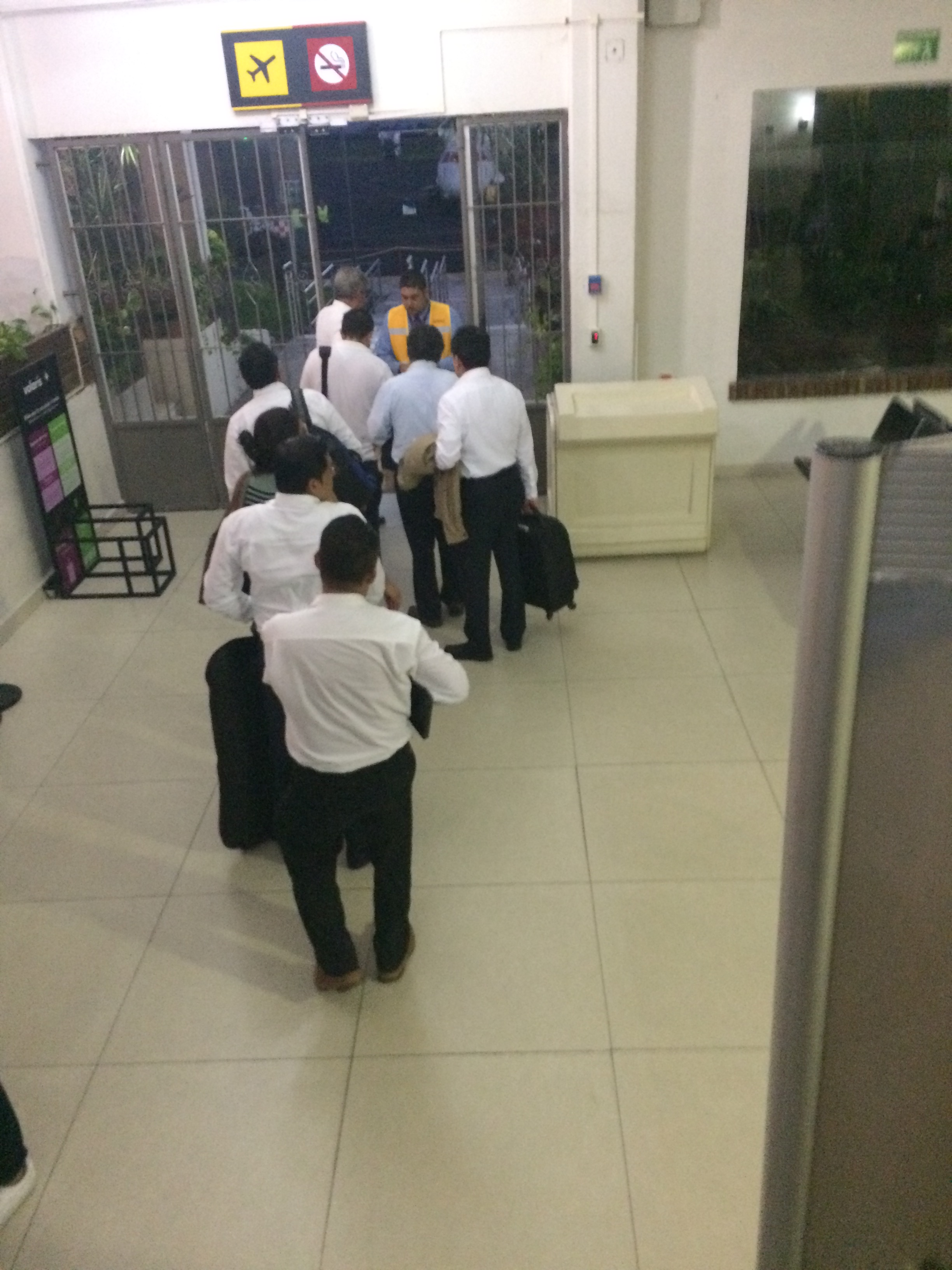
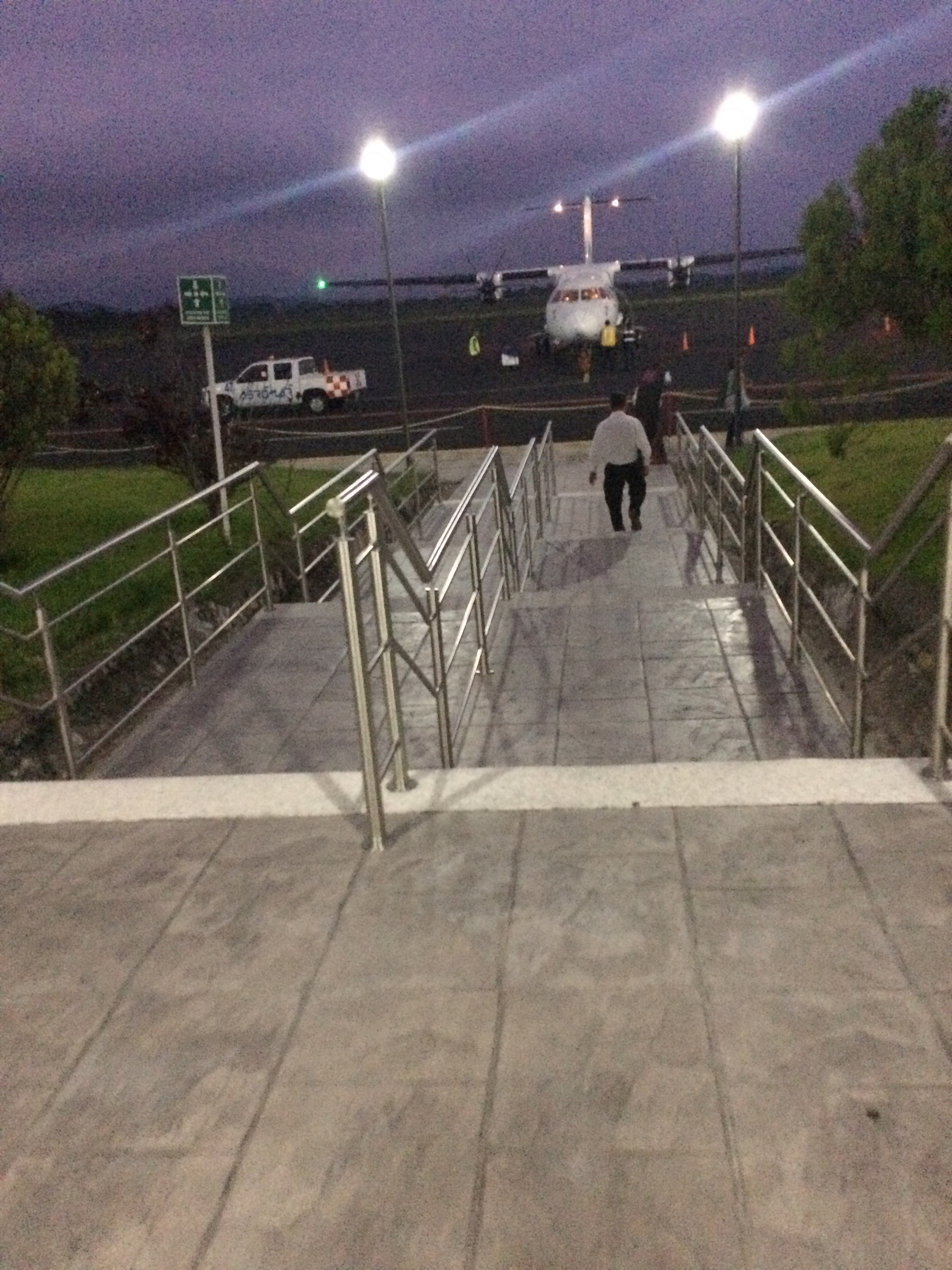

## Situation
| \| 500 km1:6 468 000 \| Acapulco Aguascalientes Huatulco Campeche Cancún Chetumal Chihuahua Ciudad · del Carmen Ciudad Juárez Ciudad · Obregón Ciudad · Victoria Colima Cozumel Culiacán Guanajuato Durango Guadalajara Hermosillo Ixtapa · Zihuatanejo La Paz San José · del Cabo Los Mochis Matamoros Mazatlán Mérida Mexicali Mexico B.J. Mexico F.A. Minatitlán Monterrey Morelia Nuevo · Laredo Oaxaca Playa · de Oro Puebla Puerto · Escondido Puerto · Vallarta Querétaro Reynosa San Luis · Potosí Tampico Tapachula Tepic Tijuana Toluca Torreón Tuxtla Gutiérrez Uruapan Veracruz Villahermosa Zacatecas |
| 500 km1:6 468 000 |

## Statistiques
Pour des raisons techniques, il est temporairement impossible d'afficher le graphique qui aurait dû être présenté ici.

Voir la requête brute et les sources sur Wikidata.

## Compagnies aériennes et destinations
| Compagnies | Destinations                              |
| ---------- | ----------------------------------------- |
| Aeromar    | Mexico-B. Juárez                          |
| Volaris    | Mexico-B. Juárez, Tijuana-A. L. Rodríguez |

## Itinéraires les plus fréquentés
| Rang | Ville                                      | Passagers | Classement | Compagnie aérienne          |
| ---- | ------------------------------------------ | --------- | ---------- | --------------------------- |
| 1    | État de Mexico, Mexico-B. Juárez           | 32 895    | 1          | Aeromar, Aeroméxico Connect |
| 2    | Basse-Californie , Tijuana-A. L. Rodríguez | 30 943    | 1          | Volaris                     |
| 3    | État de Mexico , Toluca                    | 867       | Stable     | TAR                         |
| 4    | Nuevo León , Monterrey-M. Escobedo         | 288       |            |                             |
| 5    | Quintana Roo , Cancún                      | 48        |            |                             |
| 6    | Querétaro , Querétaro                      | 42        | 2          |                             |

## Voir également
- Liste des aéroports les plus fréquentés au Mexique